# Fearless (album Taylor Swift)
Fearless è il secondo album in studio della cantante statunitense Taylor Swift, pubblicato l'11 novembre 2008 dalla Big Machine Records.
Ha debuttato alla posizione numero uno della Billboard 200, della Top Country Albums, della Billboard Canadian Albums e della Canadian Top Country Albums. L'album è stato in testa alla Billboard 200 per 11 settimane non consecutive ed è stato certificato disco di diamante dalla RIAA. Con Fearless la stessa Swift ha battuto il suo precedente record raggiunto con l'album d'esordio omonimo. L'album ha vinto il Grammy Award al miglior album country e quello come miglior album dell'anno nel 2010.

## Descrizione
Taylor Swift scrisse la canzone che dà il nome al disco, Fearless, assieme a Liz Rose e alla cantautrice Hillary Lindsey mentre era in viaggio. La canzone ha una base di chitarra acustica, violino e banjo, e il suo testo parla di non avere timori di approcciarsi all'amore descrivendo un appuntamento romantico andato bene. Taylor Swift non aveva mai avuto un appuntamento da sogno e sebbene all'epoca non stesse uscendo con nessuno trasse ispirazione da questo desiderio. Fifteen parla del quindicesimo anno di età della cantante, passato alla Hendersonville High School in Tennessee, quando ha incontrato la sua migliore amica Abigail Anderson. Nello scrivere il brano, Taylor Swift attinse al ricordo del primo amore suo e dell'amica e della loro prima delusione sentimentale. Nel bridge, Taylor canta: «And Abigail gave everything she had to a boy/ Who changed his mind» (Ed Abigail diede tutto ciò che possedeva per un ragazzo/Che cambiò idea). Il testo contiene degli avvertimenti per le adolescenti che rischiano di andare incontro a delusioni del genere. Dopo che la Anderson le consentì di inserire la canzone in Fearless, Swift la registrò, e nel momento di inciderla a quanto pare scoppiò a piangere. Love Story fu scritta tardi all'interno del processo compositivo di Fearless. La canzone parla dell'amore di Taylor Swift per un ragazzo che non è apprezzato né dalla sua famiglia né dai suoi amici. Percependo delle somiglianza con William Shakespeare e l'immortale Romeo e Giulietta (scritta nel 1597), uno dei testi preferiti della cantante, Taylor Swift si fece ispirare dal drammaturgo inglese e compose da sola la canzone sul pavimento di camera sua nel giro di venti minuti. Il primo verso che scrisse fu «This love is difficult but it's real» (Questo è un amore difficile, ma è un amore vero), che però fu spostato all'interno del secondo ritornello della canzone, in cui modifica il finale dei Romeo e Giulietta shakespeariani, concedendo loro il lieto fine che credeva meritassero. Sebbene il testo parli di Romeo e Giulietta, la canzone attinge all'esperienza di Taylor Swift, e vuole infondere ottimismo alle relazioni ostacolate da terzi.

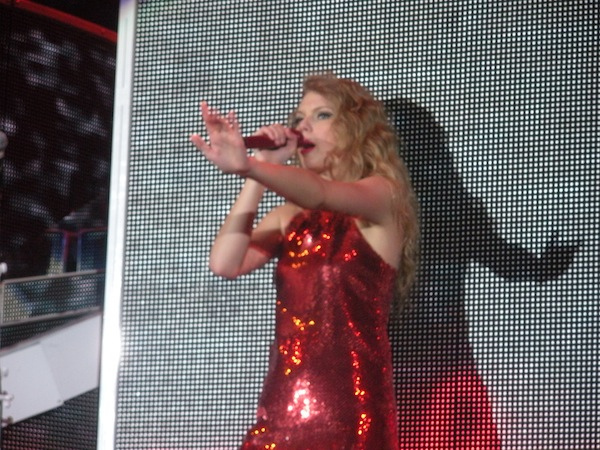
Taylor Swift si esibisce a Foxboro (Stati Uniti) in occasione del suo Fearless Tour.

Taylor Swift scrisse Hey Stephen e la dedicò a Stephen Barker Liles della band Love and Theft, una band country che aveva aperto diversi concerti della cantante e di cui era segretamente innamorata. Il brano ha una melodia teen pop supportata da un organo Hammond. Gli schiocchi di dita che si sentono nella canzone sono dei figli di John e Martina McBride, nel cui studio il brano fu inciso. White Horse fu scritta quasi un anno prima della pubblicazione di Fearless. Questa ballata minimalista suonata alla chitarra acustica e al pianoforte con accenni di violoncello, si focalizza sul cantato leggero della Swift La cantante è autrice solo della prima strofa, e il resto fu scritto con l'aiuto di Rose. La canzone parla di un fidanzato di Taylor Swift che lei sentiva essere il principe azzurro, ma capì che si sbagliava. White Horse non doveva essere inserita in Fearless, perché la Swift credeva che ci fossero già abbastanza canzoni profonde nell'album. Fu aggiunta perché Betsy Beers e Shonda Rhimes, i produttori esecutivi di Grey's Anatomy, decisero di usarla all'interno della colonna sonora della serie. L'ispirazione per You Belong with Me venne dopo che Swift sentì un suo amico discutere con la propria ragazza al telefono. Sentendosi solidale, scrisse il testo della canzone dal punto di vista di una ragazza innamorata segretamente del proprio amico. La canzone è un sali-scendi vocale e affianca al suono del banjo quello delle chitarre elettrriche in stile new wave.

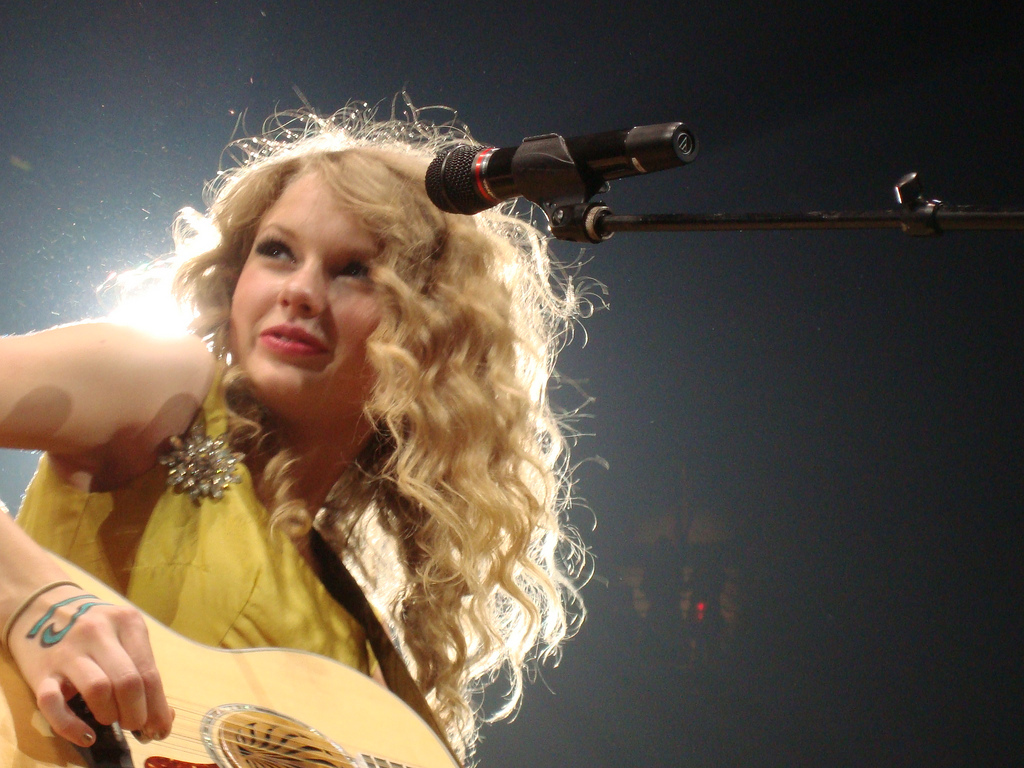
Taylor Swift si esibisce durante il Fearless Tour.

Nella ballata Breathe, interamente accompagnata dagli strumenti ad arco, Swift canta della fine di un'amicizia. La canzone è una collaborazione con la cantante Colbie Caillat: Swift era interessata a collaborare con lei da quando sentì il disco di debutto della Caillat, Coco (2007). In occasione del concerto di quest'ultima a Nashville, le due si incontrarono per scrivere un brano, a cui la Caillat prestò anche la propria voce. Breathe per la Swift parla della perdita di un amico molto caro. Tell Me Why parla di un sentimento amoroso che non si è mai realizzato di una relazione. Arrabbiata per non essere ricambiata dal ragazzo, la cantante andò a trovare Rose e riversò la propria frustrazione in Tell Me Why. Taylor Swift realizzò You're Not Sorry nel momento in cui una sua relazione finì per le bugie del suo ragazzo. Si tratta di una power ballad con influenze rock; comincia con note di piano a cui fanno seguito delle chitarre elettriche. Taylor Swift scrisse The Way I Loved You questa volta non ispirandosi alle proprie esperienze; la canzone parla dello scegliere sempre gli uomini sbagliati, e fu scritta assieme a Rich, il quale si immedesimò molto nel brano, in quanto riteneva di essere una di quelle classiche persone con cui è difficile mantenere una relazione. La cantante apprezzò il fatto che la canzone fu scritta partendo dai due punti di vista opposti.
Forever & Always fu aggiunta all'ultimo secondo a Fearless; fu scritta quando il libretto del CD era già pronto. Swift scrisse la canzone in riferimento alla fine della sua relazione con Joe Jonas dei Jonas Brothers. Forever & Always parla di Jonas che lentamente si allontana da lei. Sebbene l'album fosse già pronto, la Swift volle che la canzone vi entrasse in quanto la considerava una parte importante della propria vita. The Best Day è una canzone dedicata alla madre della cantante, Andrea Swift.  Si tratta di una ballata semplice, registrata senza che sua madre lo sapesse. La vigilia di Natale, Taylor mostrò alla madre un videoclip amatoriale della canzone fatto con filmini registrati in casa. Change parla dell'ambizione e dei sogni di Taylor Swift, in cui la cantante si dà coraggio e confida nel prossimo passo della sua carriera; Change fu scritta quando era ancora sotto contratto con un'etichetta minore di Nashville. La canzone era rimasta incompleta: Taylor aspettava di finirla dopo che le fosse successo qualcosa di importante. La canzone fu ultimata dopo la vittoria nel 2007 ai Country Music Association Awards e dopo aver visto piangere di gioia Scott Borchetta, il presidente della Big Machine Records.

## Tracce
Testi e musiche di Taylor Swift, eccetto dove indicato

### Edizione standard
1. Fearless – 4:01 (Taylor Swift, Liz Rose, Hillary Lindsey)
2. Fifteen – 4:54
3. Love Story – 3:55
4. Hey Stephen – 4:14
5. White Horse – 3:54 (Taylor Swift, Liz Rose)
6. You Belong with Me – 3:51 (Taylor Swift, Liz Rose)
7. Breathe (feat. Colbie Caillat) – 4:23 (Taylor Swift, Colbie Caillat)
8. Tell Me Why – 3:20 (Taylor Swift, Liz Rose)
9. You're Not Sorry – 4:21
10. The Way I Loved You – 4:04 (Taylor Swift, John Rich)
11. Forever & Always – 3:45
12. The Best Day – 4:05
13. Change – 4:40

Tracce bonus dell'edizione non statunitense
1. Our Song – 3:21
2. Teardrops on My Guitar – 3:23 (Taylor Swift, Liz Rose)
3. Should've Said No – 4:02

Tracce bonus dell'edizione australiana
1. Our Song – 3:24
2. Teardrops on My Guitar – 3:36 (Taylor Swift, Liz Rose)
3. Love Story (US Pop Mix) – 3:56

Tracce bonus dell'edizione giapponese
1. Our Song – 3:24
2. Teardrops on My Guitar – 3:36 (Taylor Swift, Liz Rose)
3. Love Story (US Pop Mix) – 3:56
4. Beautiful Eyes – 2:59
5. Picture to Burn – 2:57 (Taylor Swift, Liz Rose)
6. I'm Only Me When I'm with You – 3:33 (Taylor Swift, Robert Ellis Orrall, Angelo Petraglia)
7. I Heart? – 3:17

Tracce bonus dell'edizione iTunes britannica
1. Umbrella (Live) – 1:31 (Jay-Z, Kuk Harrell, The-Dream, Christopher "Tricky" Stewart)

Tracce bonus dell'edizione digitale britannica
1. Love Story (J Stax Radio Mix) – 3:38

### Platinum Edition
1. Jump Then Fall – 4:54
2. Untouchable – 4:54 (Taylor Swift, Cary Barlowe, Nathan Barlowe, Tommy Lee James)
3. Forever & Always (Piano Version) – 4:54
4. Come in with the Rain – 4:54 (Taylor Swift, Liz Rose)
5. Superstar – 4:54 (Taylor Swift, Liz Rose)
6. The Other Side of the Door – 4:54
7. Fearless – 4:01 (Taylor Swift, Liz Rose, Hillary Lindsey)
8. Fifteen – 4:54
9. Love Story – 3:55
10. Hey Stephen – 4:14
11. White Horse – 3:54 (Taylor Swift, Liz Rose)
12. You Belong with Me – 3:51 (Taylor Swift, Liz Rose)
13. Breathe (feat. Colbie Caillat) – 4:23 (Taylor Swift, Colbie Caillat)
14. Tell Me Why – 3:20 (Taylor Swift, Liz Rose)
15. You're Not Sorry – 4:21
16. The Way I Loved You – 4:04 (Taylor Swift, John Rich)
17. Forever & Always – 3:45
18. The Best Day – 4:05
19. Change – 4:40

## Successo commerciale

### America
Nella settimana del 29 novembre 2008, Fearless debuttò alla numero uno della Billboard 200 con 592 000 copie vendute nella sua prima settimana, la più grande somma per un album country da quando Long Road Out of Eden degli Eagles debuttò con più di 711 000 copie vendute in una settimana, nel novembre 2007. Nella settimana successiva, l'album scese alla quarta posizione vendendo 217.000 copie (il 63% in meno rispetto alla settimana di debutto). Tre settimane dopo tornò in vetta con 249.000 unità e riuscì a rimanerci per 11 settimane non consecutive. Diventò l'album a trascorrere più settimane alla prima posizione da quando Supernatural dei Santana ne trascorse 12 tra il 1999 e il 2000, oltre a diventare il dominio più lungo nella classifica del suo decennio. Fearless divenne l'album di un'artista femminile country con più settimane in cima, il terzo in generale tra artisti country e il sesto in assoluto tra cantanti donne, insieme all'omonimo album di Mariah Carey del 1990. Dopo aver completato il suo dominio nella classifica nel marzo 2009, continuò a vendere molto bene per il resto dell'anno. Riuscì infatti a vendere 3 217 000 copie, diventando l'album più venduto del 2009. La cantante, a soli 20 anni, diventò l'artista più giovane ad avere l'album più venduto dell'anno e l'unica cantante femminile con un album country. Il successo di Fearless continuò negli anni successivi. La settimana del 30 gennaio 2010 era la sua cinquantaduesima trascorsa tra le prime dieci posizioni, facendo diventare l'album uno dei diciotto a trascorrere un anno o di più nella top ten della classifica e l’unico proveniente dagli anni 2000. L'album rimase per un totale di 58 settimane nella top ten, il numero di settimane maggiore tra gli artisti country. Nella Billboard Top Country Albums, Fearless rimase in vetta per 35 settimane non consecutive. Il disco fu certificato diamante dalla RIAA per aver venduto 10 milioni di copie in territorio statunitense. Esso è considerato il sesto album digitale più venduto di sempre.
In Canada, Fearless debuttò alla prima posizione con 27 000 copie vendute nella settimana del 29 novembre 2008. Nonostante aver trascorso una sola settimana alla vetta, ne trascorse un totale di 66 nella classifica e fu certificato quattro volte platino da Music Canada per aver venduto 320 000 copie in territorio canadese.

### Europa
Fearless raggiunse la diciottesima posizione nell'European Top 100 Albums. Ottenendo la posizione più alta tra i paesi europei, debuttò alla quinta posizione nella Official Albums Chart nella settimana del 21 marzo 2009. L'album rimase in questa classifica per 63 settimane e fu certificato platino dalla British Phonographic Industry per aver venduto 300 000 copie in territorio britannico. In Irlanda l'album raggiunse la settima posizione e fu certificato doppio platino dalla Irish Recorded Music Association per le 30 000 copie vendute in territorio irlandese. Nel resto dell'Europa, ebbe meno successo pur riuscendo a raggiungere le prime venti posizioni in Austria, Germania, Grecia, Norvegia, Russia e Svezia.

### Oceania
In Australia, Fearless debuttò alla cinquantesima posizione nella settimana del 30 novembre 2008 e uscì dalla classifica la settimana successiva. La settimana del 25 gennaio 2009, rientrò nell'Australian Albums Chart alla numero 42 e, nove settimane dopo, nella settimana del 26 aprile 2009, raggiunse il suo picco alla seconda posizione. Fu certificato sette volte disco di platino dall'Australian Recording Industry Association grazie alle 490 000 copie vendute in territorio australiano. In Nuova Zelanda debuttò alla seconda posizione nella settimana del 16 marzo 2009 e raggiunse la vetta la settimana successiva, venendo in seguito certificato tre volte disco di platino dalla Recorded Music NZ per le 45 000 copie vendute nella nazione.

### Asia
In Asia, Fearless riuscì a vendere 400 000 copie fino al febbraio 2011. In Giappone debuttò alla ventiduesima posizione con 4 945 copie vendute nella prima settimana del luglio 2009, per poi arrivare all’ottava posizione. Fu poi certificato oro dalla Recording Industry Association of Japan per le 100 000 copie vendute nel paese.

## Classifiche

### Classifiche settimanali
| Classifica (2008-22)  | Posizione massima |
| --------------------- | ----------------- |
| Australia             | 2                 |
| Austria               | 2                 |
| Belgio (Fiandre)      | 52                |
| Belgio (Vallonia)     | 68                |
| Canada                | 1                 |
| Danimarca             | 23                |
| Francia               | 26                |
| Germania              | 2                 |
| Giappone              | 8                 |
| Grecia                | 1                 |
| Irlanda               | 7                 |
| Messico               | 37                |
| Norvegia              | 5                 |
| Nuova Zelanda         | 1                 |
| Paesi Bassi           | 43                |
| Regno Unito           | 5                 |
| Russia                | 17                |
| Spagna                | 28                |
| Stati Uniti           | 1                 |
| Stati Uniti (country) | 1                 |
| Svezia                | 12                |
| Svizzera              | 3                 |
| Turchia               | 1                 |

### Classifiche di fine anno
| Classifica (2008) | Posizione |
| ----------------- | --------- |
| Stati Uniti       | 68        |
| Classifica (2009) | Posizione |
| Australia         | 4         |
| Canada            | 2         |
| Nuova Zelanda     | 2         |
| Regno Unito       | 46        |
| Stati Uniti       | 1         |
| Classifica (2010) | Posizione |
| Australia         | 17        |
| Canada            | 14        |
| Nuova Zelanda     | 31        |
| Regno Unito       | 122       |
| Stati Uniti       | 7         |
| Classifica (2011) | Posizione |
| Stati Uniti       | 88        |
| Classifica (2012) | Posizione |
| Stati Uniti       | 126       |

### Classifiche di fine decennio
| Classifica (2000-09) | Posizione |
| -------------------- | --------- |
| Stati Uniti          | 56        |

### Classifiche di fine secolo
| Classifica (2000-2024) | Posizione |
| ---------------------- | --------- |
| Stati Uniti            | 3         |

### Classifiche di tutti i tempi
| Classifica    | Posizione |
| ------------- | --------- |
| Australia     | 63        |
| Nuova Zelanda | 65        |
| Stati Uniti   | 4         |

## Date di pubblicazione
| Paese                 | Data di pubblicazione |
| --------------------- | --------------------- |
| Stati Uniti d'America | 11 novembre 2008      |
| Canada                | 11 novembre 2008      |
| Australia             | 15 novembre 2008      |
| Irlanda               | 6 marzo 2009          |
| Italia                | 6 marzo 2009          |
| Regno Unito           | 9 marzo 2009          |
| Filippine             | 9 marzo 2009          |
| Europa                | 20 marzo 2009         |
| Messico               | 23 marzo 2009         |
| Brasile               | 31 marzo 2009         |
| Giappone              | 22 aprile 2009        |

## Fearless (Taylor's Version)
Nell'agosto 2019 Taylor Swift ha annunciato che avrebbe registrato nuovamente i suoi primi sei album in seguito alla vendita dei diritti della Big Machine all'imprenditore statunitense Scooter Braun. L'11 febbraio 2021 la cantante ha annunciato che gli album avrebbero manutenuto i titoli originari ma con l'aggiunta della dicitura Taylor's Version tra parentesi al fine di sottolineare il possesso della registrazione. Nello stesso giorno la cantante ha confermato Fearless (Taylor's Version) per il 9 aprile e rivelato il primo singolo, Love Story (Taylor's Version), uscito il 12 febbraio.
La nuova edizione contiene i 19 brani della Platinum Edition, il singolo Today Was a Fairytale realizzato nel 2010 per il film Valentine's Day, e sei inediti composti durante le sessioni di Fearless ma poi escluse dall'album. Uno di questi, You All over Me (from the Vault), è stato pubblicato come singolo il 26 marzo e ha visto la partecipazione vocale di Maren Morris.
Il 17 marzo 2023 Swift ha reso disponibile If This Was a Movie (Taylor's Version), originariamente pensato per il disco ma escluso per ragioni sconosciute. Il brano è stato successivamente incluso nell'EP digitale The More Fearless (Taylor's Version) Chapter.

### Accoglienza
| Recensione           | Giudizio |
| -------------------- | -------- |
| Clash                | 8/10     |
| I                    |          |
| NME                  |          |
| Rolling Stone        |          |
| Spin                 | 8/10     |
| The A.V. Club        | A        |
| The Daily Telegraph  |          |
| The Guardian         |          |
| The Independent      |          |
| The Line of Best Fit | 8/10     |
| Variety              | 9,2/10   |

Fearless (Taylor's Version) ha ottenuto l'acclamazione universale da parte dei critici musicali. Su Metacritic, sito che assegna un punteggio normalizzato su 100 in base a recensioni selezionate, l'album ha ottenuto un punteggio medio di 82 basato su diciassette recensioni.

### Tracce
Testi e musiche di Taylor Swift, eccetto dove indicato.
1. Fearless (Taylor's Version) – 4:01 (Taylor Swift, Liz Rose, Hillary Lindsey)
2. Fifteen (Taylor's Version) – 4:54
3. Love Story (Taylor's Version) – 3:55
4. Hey Stephen (Taylor's Version) – 4:14
5. White Horse (Taylor's Version) – 3:54 (Taylor Swift, Liz Rose)
6. You Belong with Me (Taylor's Version) – 3:51 (Taylor Swift, Liz Rose)
7. Breathe (feat. Colbie Caillat) (Taylor's Version) – 4:23 (Taylor Swift, Colbie Caillat)
8. Tell Me Why (Taylor's Version) – 3:20 (Taylor Swift, Liz Rose)
9. You're Not Sorry (Taylor's Version) – 4:21
10. The Way I Loved You (Taylor's Version) – 4:03 (Taylor Swift, John Rich)
11. Forever & Always (Taylor's Version) – 3:45
12. The Best Day (Taylor's Version) – 4:05
13. Change (Taylor's Version) – 4:39
14. Jump Then Fall (Taylor's Version) – 3:57
15. Untouchable (Taylor's Version) – 5:12 (Taylor Swift, Cary Barlowe, Nathan Barlowe, Tommy Lee James)
16. Forever & Always (Piano Version) (Taylor's Version) – 4:27
17. Come in with the Rain (Taylor's Version) – 3:57 (Taylor Swift, Liz Rose)
18. Superstar (Taylor's Version) – 4:23 (Taylor Swift, Liz Rose)
19. The Other Side of the Door (Taylor's Version) – 3:58
20. Today Was a Fairytale (Taylor's Version) – 4:01
21. You All over Me (feat. Maren Morris) (Taylor's Version) (from the Vault) – 3:40 (Taylor Swift, Scooter Carusoe)
22. Mr. Perfectly Fine (Taylor's Version) (from the Vault) – 4:37
23. We Were Happy (Taylor's Version) (from the Vault) – 4:04 (Taylor Swift, Liz Rose)
24. That's When (feat. Keith Urban) (Taylor's Version) (from the Vault) – 3:09 (Taylor Swift, Brad Warren, Brett Warren)
25. Don't You (Taylor's Version) (from the Vault) – 3:28 (Taylor Swift, Tommy Lee James)
26. Bye Bye Baby (Taylor's Version) (from the Vault) – 4:02 (Taylor Swift, Liz Rose)

Traccia bonus nell'edizione CD
1. Love Story (Taylor's Version) (Elvira Remix) – 3:53 (Taylor Swift)

### Classifiche

#### Classifiche settimanali
| Classifiche (2021) | Posizione massima |
| ------------------ | ----------------- |
| Argentina          | 1                 |
| Australia          | 1                 |
| Belgio (Fiandre)   | 3                 |
| Belgio (Vallonia)  | 8                 |
| Croazia            | 7                 |
| Danimarca          | 8                 |
| Finlandia          | 22                |
| Francia            | 26                |
| Germania           | 2                 |
| Giappone           | 18                |
| Grecia             | 25                |
| Irlanda            | 1                 |
| Italia             | 12                |
| Lituania           | 14                |
| Norvegia           | 2                 |
| Nuova Zelanda      | 1                 |
| Paesi Bassi        | 2                 |
| Polonia            | 29                |
| Portogallo         | 2                 |
| Regno Unito        | 1                 |
| Spagna             | 3                 |
| Stati Uniti        | 1                 |
| Svezia             | 17                |
| Ungheria           | 23                |

#### Classifiche di fine anno
| Classifica (2021) | Posizione |
| ----------------- | --------- |
| Australia         | 26        |
| Belgio (Fiandre)  | 134       |
| Canada            | 48        |
| Nuova Zelanda     | 40        |
| Portogallo        | 68        |
| Regno Unito       | 92        |
| Spagna            | 79        |
| Stati Uniti       | 33        |
| Classifica (2022) | Posizione |
| Australia         | 91        |

### Date di pubblicazione
| Paese    | Data di pubblicazione | Formato                      | Edizione | Etichetta             | Note    |
| -------- | --------------------- | ---------------------------- | -------- | --------------------- | ------- |
| Mondo    | 9 aprile 2021         | Download digitale, streaming | Standard | Republic              | [ 136 ] |
| Mondo    | 9 aprile 2021         | CD                           | Deluxe   | Republic              | [ 137 ] |
| Giappone | 30 aprile 2021        | CD                           | Deluxe   | Universal Music Japan | [ 138 ] |
| Mondo    | 4 giugno 2021         | MC                           | Deluxe   | Republic              | [ 139 ] |
| Mondo    | 27 agosto 2021        | LP                           | Deluxe   | Republic              | [ 140 ] |